# 波卡洪塔斯縣 (西維吉尼亞州)
波卡洪塔斯縣（英語：Pocahontas County）是美国西維吉尼亞州東南部的一個縣，東南鄰弗吉尼亚州，面積2,439平方公里。根據2020年美國人口普查，共有人口7,869人。縣治馬林頓（Marlinton）。該縣成立於1821年12月21日，縣名紀念波瓦坦族酋長之女波卡洪塔斯。